# Gobernación de Homs
La gobernación de Homs (en árabe: مُحافظة حمص) es una de las 14 provincias que conforman la organización político-administrativa de la República Árabe Siria.

## Geografía
La gobernación de Homs está situada en la parte central del país. Limita con las provincias de Tartous, Rif Dimashq, Ar-Raqqa, Hama, Dayr az-Zawr, con el Reino Hachemita de Jordania, con la República Libanesa y con la República de Irak. La ciudad capital de esta provincia es la ciudad de Homs.

## Población
Tiene una superficie de 42.226 kilómetros cuadrados y una población de 1.647.000 personas (estimaciones de 2007). La densidad poblacional de esta provincia siria es de 39 habitantes por cada kilómetro cuadrado de la gobernación.